# Villa San Marco (Merano)
La Villa San Marco, già Schwalbenvilla, è una residenza storica situata a Merano, nel quartiere di Maia Bassa, in Alto Adige.

## Storia
La villa venne eretta nel 1895 secondo il progetto di Alexander Graf.

## Descrizione
L'edificio, sviluppato su due livelli più un seminterrato, è un esempio del cosiddetto stile svizzero, o Heimatstil. Le facciate sono caratterizzate da diversi avancorpi, come quello a ovest, con primo piano con costruzione a traliccio, e quello a sud, con balconi in legno. Un erker angolare caratterizza i prospetti sud e ovest.

## Galleria d'immagini

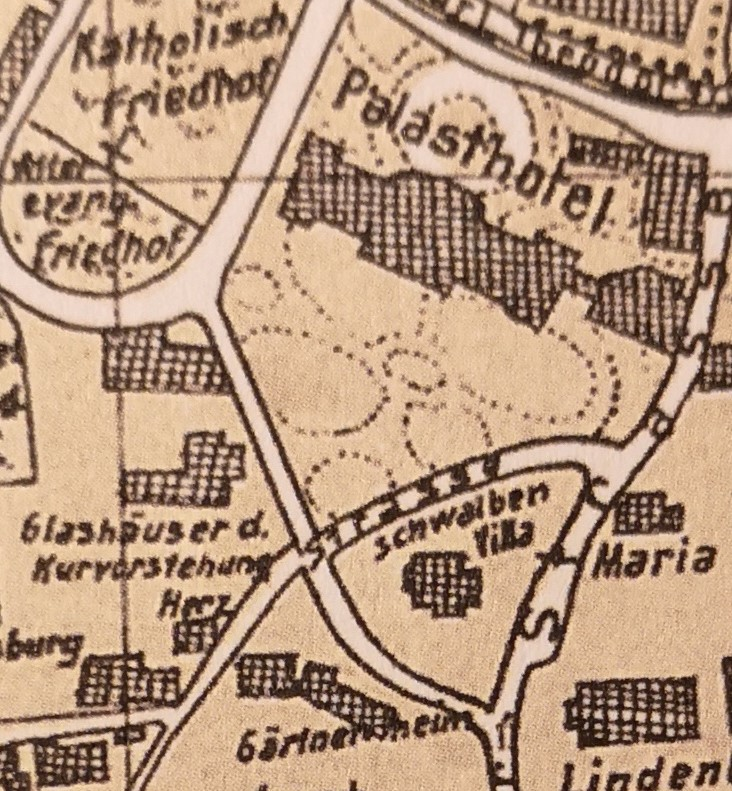
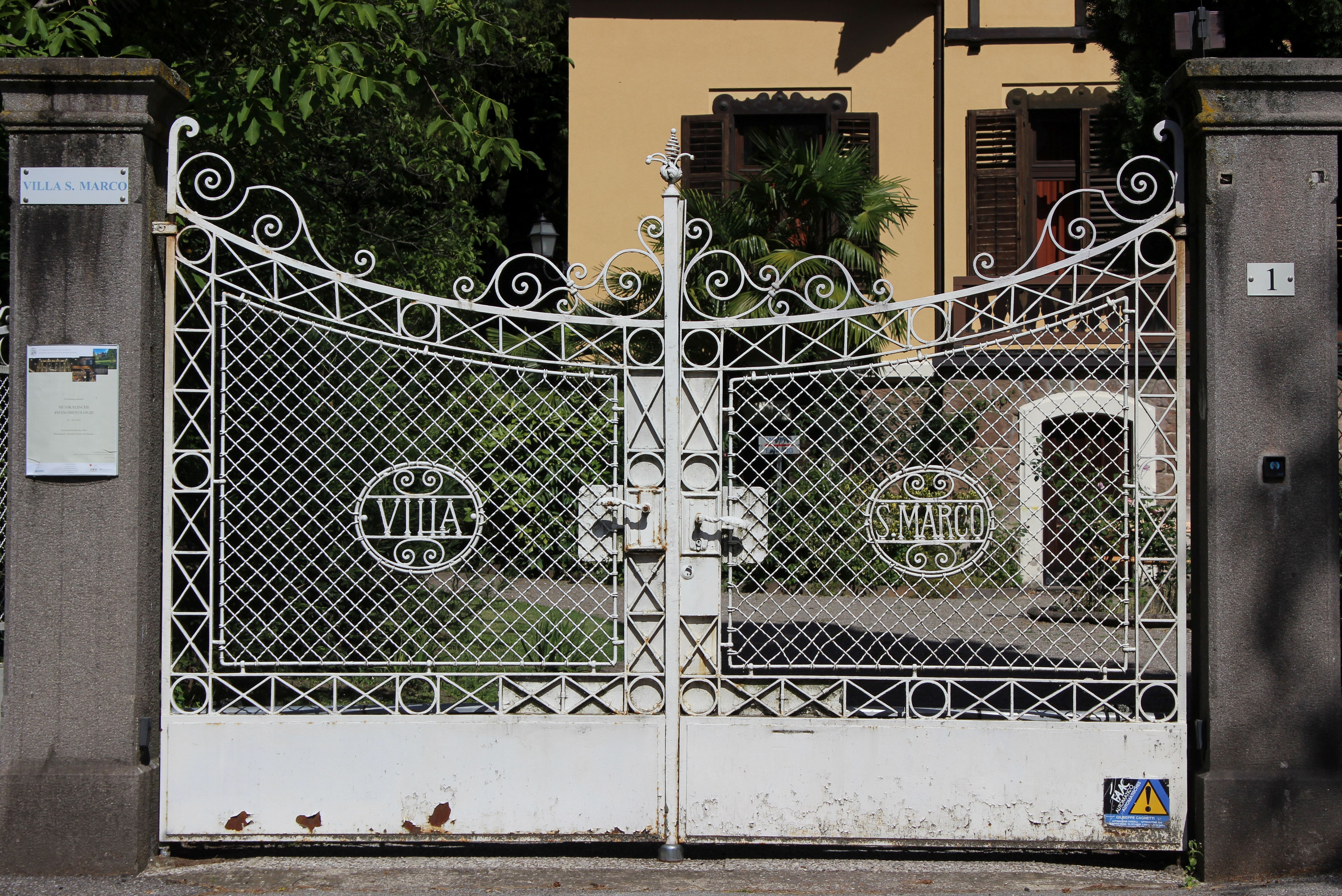
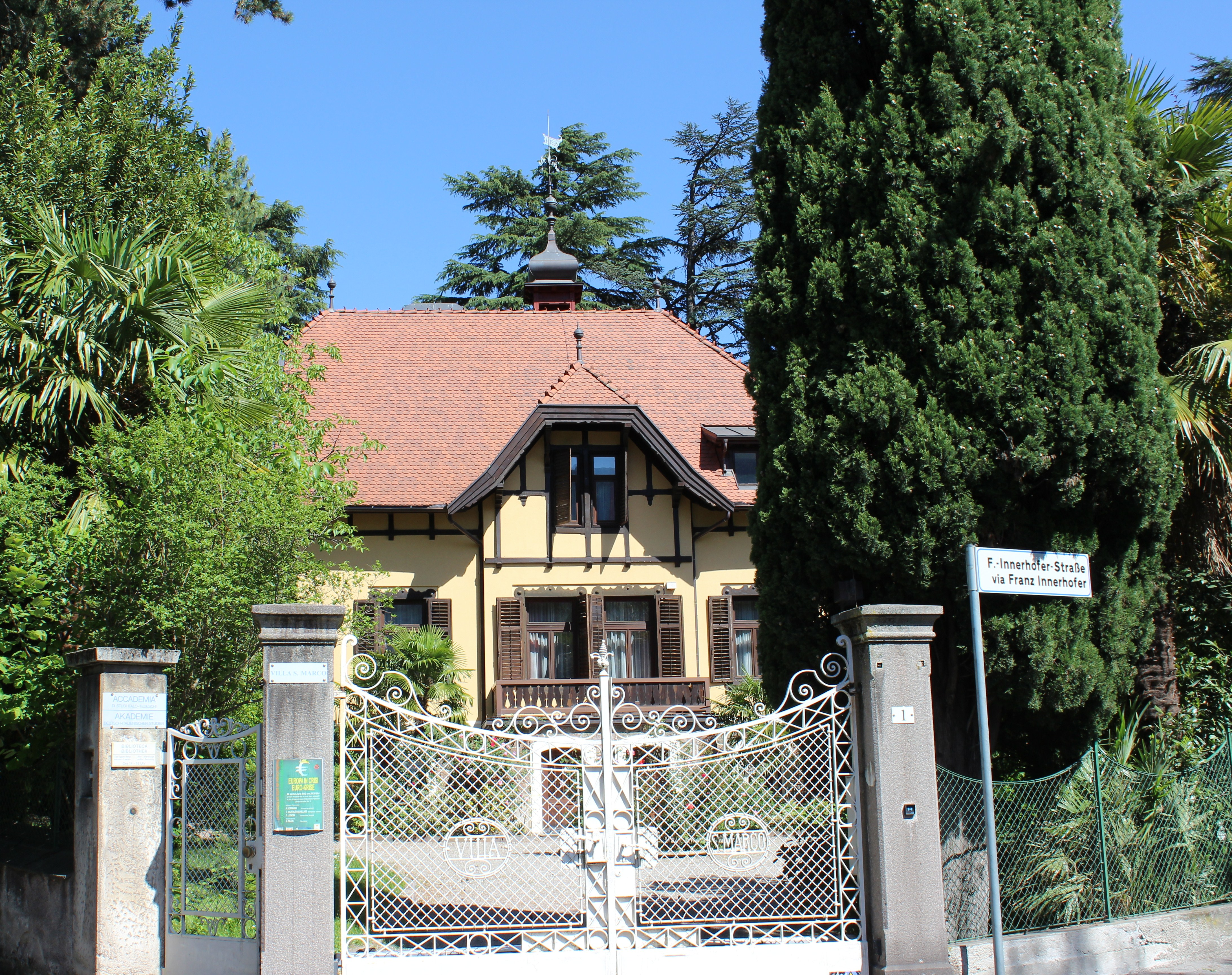